# ジャスト・ワン・オブ・ゾーズ・シングズ (曲)
「ジャスト・ワン・オブ・ゾーズ・シングズ」（原題：Just One of Those Things）は、1935年のミュージカル『ジュビリー』のために、コール・ポーターが作曲した楽曲。
1935年9月に、ポーターは『ジュビリー』の台本作家とオハイオ州の友人の農場を訪問している間『ジュビリー』のスコアを書いていたモス・ハートと、遊びの第二幕と述べた後者に追加の曲が必要であるという結論にいたり、ポーターは翌朝までにこの曲を完成させた（彼は以前、1930年のミュージカル「ニューヨーカーズ」を対象としたが取り上げられなかった曲のタイトルを使用していた。2曲のタイトルは別として明確）。 ポーターの元の歌詞には、「ゴッサマーの翼で月への旅」という形容詞が欠けていた。「ゴッサマー」は、彼の友人であるエド・タウフによって提案されたという。 
リチャード・ヒンバーによる録音は1935年にその日のチャートに到達し、ペギー・リーの定型化された曲の編曲は、1952年のビルボードチャートで14位のヒットとなった。 

## その他の主な録音アーティスト
- ナット・キング・コール
- フランク・シナトラ
- ローズマリー・クルーニー
- エラ・フィッツジェラルド
- フレディ・ハバード
- オスカー・ピーターソン
- ビリー・ホリデイ
- トニー・ベネット
- リー・モーガン
- デイヴ・ブルーベック
- アニタ・オデイ
- サラ・ヴォーン
- ジュディ・ガーランド
- ジョニー・ハートマン
- シドニー・ベシェ
- ダイアナ・クラール
- チャーリー・パーカー
- ビング・クロスビー
- レナ・ホーン